# Ganbe
Ganbe es una entidad de población española del municipio de Morga, perteneciente a la provincia de Vizcaya, en la comunidad autónoma del País Vasco. En 2022, tenía empadronados 84 habitantes.